# Вони всі сміялися
Вони всі сміялися — комедійний фільм 1981 року.

## Сюжет
Дія цієї романтичної комедії відбувається в Манхеттені, Нью-Йорк. Фільм розповідає історію трьох приватних детективів, що стежать за двома красунями, яких чоловіки підозрюють в невірності. Джон Руссо (Бен Газзара) стежить за Анжелою Ніотес (Одрі Хепберн), витонченою дружиною багатого італійського промисловця, у той час як Чарльз Ратледж (Джон Ріттер) і Артур Бродський (Блейн Новак) стежать за молодою красунею Долорес Мартін (Дороті Стреттен). Але справа незабаром ускладнюється — Джон закохується в Анжелу, а Чарльз — у Долорес.